# Anatoli Nikolàievitx Aleksàndrov
Anatoli Nikolàievitx Aleksàndrov, en rus Анатолий Николаевич Александров (Moscou, 13 de juliol o 25 de maig, 1888 - Idem 16 d'abril, 1982), va ser un compositor rus.

## Biografia
Aleksàndrov provenia d'una família de músics. La seva mare era pianista. Aleksàndrov va rebre les seves primeres lliçons de piano d'ella. Durant la seva infantesa la seva família es va traslladar diverses vegades, però des de 1906 van tornar a viure a Moscou. En aquest moment, la mare d'Aleksàndrov va decidir buscar un professor de composició per al seu fill. A través de la intervenció de Serguei Tanéiev, va rebre lliçons de l'alumne de Tanéiev, Nikolai Schilyayev a partir de 1907, i del mateix Taneyev a partir de l'any següent. El 1910, Aleksàndrov va ingressar al Conservatori de Moscou, on va estudiar piano amb Konstantin Igumnow (fins al 1915) i composició amb Sergei Wassilenko. Va completar els seus estudis de composició l'any 1916 amb una medalla d'or. Després va haver de participar com a militar a la Primera Guerra Mundial i després va lluitar per l'Exèrcit Roig a la Guerra Civil. Des del 1923 i des del 1926 com a professor va ensenyar composició al Conservatori de Moscou. No va acabar aquesta docència fins a l'any 1964, quan es va jubilar. Cap a finals de la dècada de 1920, Aleksàndrov, membre de l'Associació de Música Contemporània (ASM), va ser atacat violentament per representants de l'Associació Russa de Músics Proletaris (RAPM). Això va provocar una crisi creativa temporal, que va acabar amb la dissolució d'ambdues organitzacions a principis dels anys trenta. Aleksàndrov estava casat amb una cantant i va portar una vida tranquil·la i retirada. Encara que va tenir contacte amb nombrosos compositors com Nikolai Miaskovski i Dmitri Xostakóvitx, va evitar la publicitat. No obstant això, Aleksàndrov va rebre diversos premis estatals.

## Estil
Estilísticament, Aleksàndrov ocupa una posició mitjana entre Aleksandr Skriabin i Nikolai Médtner. El seu professor Serguei Tanéiev també va tenir una gran influència en les seves opinions musicals. Tot i que Aleksàndrov no va renunciar a les innovacions musicals, sempre es va mantenir compromès amb la tradició de la música russa i mai va pertànyer a l'avantguarda. El focus del seu treball són les seves obres per a piano i els seus cicles de cançons. La seva obra primerenca, que s'estén cap a finals de la dècada de 1920, generalment rep la major atenció en la seva obra. Durant aquest temps, Aleksàndrov estava especialment interessat en experimentar i va aconseguir efectes de so exòtics que semblaven gairebé impressionistes. Sovint es va dirigir a estats d'ànim que van des del místic fins a l'èxtasi i va anar al límit de la tonalitat. Tanmateix, quan l'any 1932 es va anunciar l'estètica oficialment desitjada del realisme socialista, Aleksàndrov va canviar el seu estil de manera significativa. Això va suposar una simplificació del seu llenguatge musical en termes harmònics i melòdics. Es va dedicar especialment a les cançons populars i les va utilitzar en moltes obres. A partir d'aquest moment, Aleksàndrov també es va centrar en la composició de música educativa per a piano. La influència de Scriabin va disminuir significativament. En canvi, la seva música ara tenia un toc romàntic tardà i utilitzava un llenguatge clarament tonal. En les composicions dels seus últims anys, va mirar enrere la seva carrera compositiva i va preferir una actitud introvertida. A la dècada de 1920, Aleksàndrov era considerat un dels principals compositors de la música de piano russa.

## Obra
Obres orquestrals

- - Sinfonie Nr. 1 C-Dur op. 92 (1965)
  - Sinfonie Nr. 2 B-Dur op. 109 (1977/78)
  - Konzertsinfonie für Klavier und Orchester b-Moll op. 102 (1974)
  - Ouvertüre über russische Volksweisen op. 29 (1915, rev. 1930)
  - Ouvertüre über zwei russische Volksweisen op. 65 (1948)
  - Bühnen- und Filmmusik

Música vocal

- - „Zwei Welten“, Oper (1916)
  - „Der Einundvierzigste“, Oper op. 41 (1933–35, inacabat)
  - „Béla“, Oper op. 51 (1940–45)
  - „Die wilde Bara“, Oper op. 82 (1954–57)
  - „Lewscha“, Kinderoper op. 103 (1975)
  - zahlreiche Lieder für Singstimme und Klavier

Música de cambra

- - Streichquartett Nr. 1 op. 7 (1914, rev. 1921)
  - Streichquartett Nr. 2 cis-Moll op. 54 (1942)
  - Streichquartett Nr. 3 op. 55 (1942)
  - Streichquartett Nr. 4 C-Dur op. 80 (1953)
  - Violoncellosonate G-Dur op. 112 (1981/82)

Música per a piano

- - Sonate Nr. 1 fis-Moll op. 4 „Sonata de conte de fades“ (1914)
  - Sonate Nr. 2 d-Moll op. 12 (1918)
  - Sonate Nr. 3 fis-Moll op. 18 (1920, rev. 1956 und 1967)
  - Sonate Nr. 4 C-Dur op. 19 (1922, rev. 1954)
  - Sonate Nr. 5 gis-Moll op. 22 (1923, rev. 1938)
  - Sonate Nr. 6 G-Dur op. 26 (1925)
  - Sonate Nr. 7 D-Dur op. 42 (1932)
  - Sonate Nr. 8 B-Dur op. 50 (1939–44)
  - Sonate Nr. 9 c-Moll op. 61 (1945)
  - Sonate Nr. 10 F-Dur op. 72 (1951)
  - Sonate Nr. 11 C-Dur op. 81 „Sonate-Fantasie“ (1955)
  - Sonate Nr. 12 h-Moll op. 87 (1962)
  - Sonate Nr. 13 fis-Moll op. 90 „Sonata de conte de fades“ (1964)
  - Sonate Nr. 14 E-Dur op. 97 (1971)
  - Kleine Suite Nr. 1 op. 33 (1929)
  - Kleine Suite Nr. 2 op. 78 (1952)
  - Kleine Suite Nr. 3 op. 101 (1973)
  - "Obsession passée", 4 Fragmente op. 6 (1911–17)
  - „Acht Stücke nach Motiven von Liedern der Völker der "UdSSR" op. 46 (1937)
  - „Romantische Episoden“, 10 Stücke op. 88 (1962)
  - „Erinnerungen“, 5 Stücke op. 110 (1979)
  - „Visionen“, 2 Stücke op. 111 (1979, inacabat)
  - zahlreiche kleinere Stücke